# Varinus Phavorinus
Varinus Phavorinus (né près de Camerino, dans les Marches, à une date inconnue au XVe siècle - mort en 1537) est un écrivain, traducteur et lexicographe italien du XVIe siècle,

## Biographie
Varinus Phavorinus est un religieux de la congrégation de Saint-Sylvestre. Il est précepteur de Jean de Médicis, le futur pape Léon X, directeur de la bibliothèque de Florence, évêque de Nocera, dans la province de Pérouse, en Ombrie, un évêché suffragant du pape.
Il rédige un grand dictionnaire de la langue grecque, Magnum ac perutile dictionarium, publié à Rome en 1523 et réimprimé à Bâle en 1538 et à Venise en 1712. Il a, en outre, traduit les Apophthegmes de Stobée (1519).

## Sources
Cet article comprend des extraits du Dictionnaire Bouillet. Il est possible de supprimer cette indication, si le texte reflète le savoir actuel sur ce thème, si les sources sont citées, s'il satisfait aux exigences linguistiques actuelles et s'il ne contient pas de propos qui vont à l'encontre des règles de neutralité de Wikipédia.